# Wielka podróż Bolka i Lolka
Wielka podróż Bolka i Lolka – polski film animowany z 1977 roku w reżyserii Stanisława Dülza i Władysława Nehrebeckiego, emitowany również w postaci serialu telewizyjnego.
Jest to pierwszy pełnometrażowy polski film animowany.
W 2020 roku film poddany cyfrowej rekonstrukcji.

## Fabuła
Film opowiada o wyprawie znanych bohaterów Bolka i Lolka, którzy zostali ochotnikami do powtórzenia wyczynu milionera Phileasa Fogga, znanego z okrążenia Ziemi w 80 dni. Zgodnie z ostatnią wolą Fogga, osoba, która powtórzy jego wyczyn, odbierze nagrodę w wysokości 20 000 funtów w złocie. Śladem chłopców natychmiast rusza Jeremiasz Pitsbury, lojalny sługa lorda Fogga, potomka Phileasa Fogga. Ma on za zadanie uniemożliwić chłopcom okrążenie Ziemi w 80 dni. Lord bowiem pragnie, by owe 20 000 funtów nagrody przypadły jemu, jako spadkobiercy, a nie chłopcom. Jednak w trakcie podróży Jeremiasz zaprzyjaźnia się z Bolkiem i Lolkiem, a ich podróż kończy się sukcesem.

## Spis odcinków (wersja telewizyjna)
1. Testament Phileasa Fogga
2. W Londynie
3. Pechowy statek
4. Wioska 40 rozbójników
5. Małpi król
6. Syn wodza Mbu-Bu
7. Podróż na słoniu
8. Tajemnicza świątynia
9. W służbie Buddy
10. Ptak śmierci
11. W głębinach oceanu
12. Rajska Wyspa
13. Dziki Zachód
14. Powrót
15. Wyspa Bolka i Lolka

## Obsada głosowa
- Ewa Złotowska – Bolek
- Danuta Mancewicz – Lolek
- Jan Kociniak – Jeremiasz Pitsbury
- Wiesław Michnikowski – lord Fogg
- Andrzej Zaorski – sprawozdawca
- Zdzisław Leśniak – reporter
- Lech Ordon – notariusz
- Tomasz Zaliwski –
  - Jimmy Pif-Paf,
  - stary kapłan
- Tadeusz Włudarski –
  - kapitan „Albatrosa”,
  - rozbójnik Abdullah
- Kazimierz Brusikiewicz –
  - herszt rozbójników,
  - właściciel słoni
- Cezary Kwieciński – Mbu-Bu
- Jerzy Tkaczyk – wódz Indian